# Paul Robeson
Paul LeRoy Bustill Robeson (Princeton (New Jersey), 9 april 1898 - Philadelphia (Pennsylvania), 23 januari 1976) was een Amerikaans acteur, atleet, zanger, schrijver en politiek activist.

## Geboorte, gezin
Robeson werd geboren in Princeton in New Jersey en ging naar de middelbare school in New Jersey, waar hij uitblonk in zingen, acteren en atletiek. Zijn moeder, Maria Louisa Bustill (1853-1904) kwam door een ongeval om het leven toen een brandende kool uit de kachel haar jurk in brand stak. Paul was toen zes jaar. Hij werd verder opgevoed door zijn vader William Drew Robeson I (1845-1918), een ontsnapte slaaf die later predikant werd. Zijn vader doordrong hem diep van het belang van doorleren om zichzelf te verbeteren. Paul had verschillende broers en zussen: William Drew Robeson, een arts die praktijk had in Washington, DC; Benjamin Reeve Robeson, dominee; en Marian Robeson die in Philadelphia, Pennsylvania woonde.

## Opleiding
Paul haalde cum laude zijn eindexamen op de middelbare school in 1915. Hij bemachtigde een beurs voor Rutgers-universiteit waar hij zowel op academisch als atletisch gebied uitblonk. Hij was pas de derde zwarte Amerikaan die op Rutgers mocht studeren. Hij had naar de Universiteit van Princeton gewild maar daar was op dat moment nog nooit een zwarte Amerikaan toegelaten. Paul was een van drie klasgenoten op Rutgers die lid mochten worden van Phi Beta Kappa, een exclusieve studentenvereniging. Hij was de beste van zijn jaar, speelde football in het Amerikaanse nationale team, en onderscheidde zich herhaaldelijk op sportief gebied. Hij verhuisde naar Harlem, New York, en behaalde zijn graad in de rechten aan de Universiteit van Columbia. Na zijn afstuderen in 1923 werd hij de eerste zwarte die bij een van de meest vooraanstaande New Yorkse advocatenkantoren ging werken, Stotesbury and Miner. Daar ging hij weg nadat een secretaresse weigerde door hem gedicteerde brieven te typen vanwege zijn huidskleur. Robeson studeerde ook aan de School of Oriental and African Studies aan de Universiteit van Londen, waar hij over de geschiedenis van Afrika leerde, wat hem naar hij zei bewust maakte van de kracht en rijkdom van zijn erfgoed als zwarte Amerikaan.

## Huwelijk en gezin
Hij trouwde in augustus 1921 met Essie Cardozo Goode (1896-1965). Zij was het hoofd van het pathologische laboratorium in een ziekenhuis in de stad New York. Ze hadden samen een kind: Paul Robeson II (1927-2014).

## Zanger en acteur
Robeson werd beroemd als acteur en als zanger; hij had een fraaie, zeer diepe basstem. Naast zijn rollen op het toneel werden ook zijn vertolkingen van negrospirituals beroemd. Zijn eerste rollen waren in 1922 als Simon in Simon the Cyrenian bij de YMCA in Harlem en Jim in Taboo in het Sam Harris Theater in Harlem. Taboo werd later omgedoopt tot Vodoo. Ook zijn titelrol in de oeropvoering van Eugene O'Neills The Emperor Jones oogstte veel lof. Hij speelde ook Crown in Porgy and Bess en hij speelde in 1930 Othello in Engeland, toen geen enkel Amerikaans gezelschap hem in die rol wilde aannemen. Naderhand heeft hij die rol wel gespeeld in New York in 1943-45. Toentertijd was de serie opvoeringen op Broadway van Othello de langste die ooit op Broadway was gespeeld van enig stuk van Shakespeare. Robesons repertoire van Amerikaanse zwarte volksmuziek droeg eraan bij deze veel breder bekend te maken bij het algemene publiek, zowel in als buiten de V.S.; vooral zijn wereldberoemde interpretatie van "Go down, Moses".

## Films

Paul Robeson zoals geschilderd door Betsy Graves Reyneau, in de collectie van de National Archives and Records Administration

Tussen 1925 en 1942 trad Robeson op in elf films, op vier na van Engelse makelij, nadat hij en zijn vrouw in de late jaren 20 naar Engeland verhuisden. Hij woonde daar tot het uitbreken van de Tweede Wereldoorlog, onderbroken door lange tournees waarin hij als zanger optrad. In de periode dat zijn populariteit maximaal was in de jaren dertig van de twintigste eeuw was Robesons naam een garantie voor volle zalen in films zoals Song of Freedom en The Proud Valley. In de VS verfilmde hij zijn toneelsucces met The Emperor Jones in 1933. Hij speelde ook de rol van Joe in de verfilming van Showboat in 1936. Het beroemde lied Ol' Man River hierin werd haast zijn visitekaartje en wordt door velen nog steeds als de beste vertolking ooit beschouwd. In de film King Solomon's Mines (1937) speelde hij Umbopa. Uiteindelijk werd hij door de Hollywoodbazen op de zwarte lijst geplaatst om zijn politieke ideeën en de manier waarop hij die uitdroeg.

## Kritiek op de VS
Gedurende zijn reizen en tournees in West-Europa en de Sovjet-Unie uitte Robeson zich zeer kritisch over de omstandigheden waaronder zwarte Amerikanen moesten leven, vooral in de zuidelijke staten. Hij was actief in de bestrijding van het lynchen. Hij oefende in 1946 sterke druk uit op president Harry S. Truman, met opmerkingen waarin impliciet de mogelijkheid tot gewapende zelfverdediging van zwarte Amerikanen werd genoemd als de regering dat niet zou doen, en grondvestte in dat jaar ook de American Crusade Against Lynching. Deze publieke stellingname, tezamen met ook in het openbaar uitgesproken sympathieën voor de Sovjet-Unie in het algemeen en Jozef Stalin in het bijzonder, zijn lidmaatschap van de CPUSA, de communistische partij van de VS, en zijn geregelde reizen naar de Sovjet-Unie leidden ertoe dat de FBI onder J. Edgar Hoover een dossier over hem opende. Robeson werd door de FBI gevolgd tussen 1941 en 1974, toen de FBI besloot dat 'voortzetting van het onderzoek niet meer nodig was'.
Hij zong nog steeds incidenteel overzee, waaronder een optreden in de Welsh National Eisteddfod per telefoon (!). In 1940 had Robeson gespeeld in de film 'The Proud Valley', waarin hij een zwarte arbeider speelde die in een dorpje in Wales de harten van de plaatselijke bevolking veroverde; en ook in het echt bleef er naderhand een zekere band bestaan tussen Wales en Robeson. Zijn politieke ideeën vielen in Wales niet uit de toon. Hij is ook tot op de dag van vandaag nog niet vergeten in Wales en heeft eens gezegd dat 'Zuid-Wales zijn favoriete plek op aarde was'. In 1949 oogstte hij in Moskou tijdens een tournee in de Sovjet-Unie, na het 'strijdlied van het volk' te hebben gezongen, nog een applaus dat ruim een kwartier aanhield.
In 1949 trad Robeson echter ook op nabij Peekskill in de staat New York. Na een benefietconcert voor de burgerrechten werden vertrekkende concertgangers aangevallen door aanhangers van anticommunistische en racistische groeperingen, terwijl de politie toekeek zonder in te grijpen. Er vielen ongeveer 140 gewonden. De plaatselijke krant werd ervan beschuldigd de rellen te hebben aangewakkerd, die nu bekendstaan als de 'Peekskill riots'.

## McCarthy-tijdperk
Robeson werd ook onderzocht door de commissie voor on-Amerikaanse activiteiten van het Amerikaanse parlement, dat probeerde hem aan te klagen wegens weigering een niet-communist verklaring te tekenen. Hierop weigerde de regering hem nog een paspoort te verstrekken zodat hij niet meer naar het buitenland kon reizen. Op 18 mei 1952 werd er in de loop van een Amerikaanse tournee een concert georganiseerd bij de Peace Arch op de grens van de staat Washington en Brits Columbia (Canada). Dit was een daad van protest tegen de regering die hem verbood de grens over te gaan. Robeson stond aan de VS-kant van de grens op de achterkant van een platte vrachtwagen en zong voor een publiek van 20.000 à 40.000 mensen die aan de Canadese kant stonden.
In december 1952 kreeg Paul Robeson de Internationale Stalinprijs voor het versterken van de vrede tussen de volkeren, dat maakte hem in de Verenigde Staten nog meer omstreden.
Bij verhoren voor de commissie voor on-Amerikaanse activiteiten beriep Robeson zich herhaaldelijk op het vijfde grondwetsamendement (iemand hoeft geen vragen te beantwoorden als het antwoord hem voor de rechter zou kunnen belasten) bij vragen over lidmaatschap van politieke partijen en hield hij toespraken tegen de commissieleden over burgerrechten voor zwarte Amerikanen. Op een gegeven moment zei hij: "Jullie zijn zelf de niet-vaderlandslievenden, en de niet-Amerikanen, en jullie moesten je schamen." Pas in 1958 kreeg Robeson zijn paspoort terug na een beslissing van het hooggerechtshof dat het recht van een Amerikaans staatsburger om in het buitenland te reizen niet zonder vorm van proces kon worden ingeperkt.
Voor die tijd schreef Robeson een boek, 'Here I stand' (hier sta ik, ook een citaat van Maarten Luther) waarin gepleit werd voor georganiseerde actie tegen de oneerlijkheid van de Jim Crow-wetten (wetten en regelingen die voorzagen in rassenscheiding en andere ongelijke behandeling van zwarten en blanken). Nadat hij zijn paspoort terugkreeg verhuisde hij weer naar Engeland. Hij bracht de volgende vijf jaar door met door de hele wereld te reizen en op te treden.
Hij werd ziek en bracht een tijd door in ziekenhuizen in Rusland en Oost-Duitsland.
Sommige critici (welke?) van Robeson hebben gesteld dat zijn status als 'slachtoffer van de McCarthy-heksenjacht' onterecht is omdat hij wel degelijk uitgebreide connecties had met de Sovjet-Unie en de communistische partij van de VS, waarvan bekend was dat er actief door gespioneerd werd in de VS.
Robeson ontmoette in de Sovjet-Unie op zijn verzoek de dichter Itzik Feffer, een joodse dichter die was gearresteerd en later op last van Stalin werd vermoord, onder door de autoriteiten gecontroleerde omstandigheden. Hoewel hij kon zien dat Feffer was gemarteld en wist dat deze niet vrij met hem kon spreken heeft hij toen en naderhand geen kritiek op de Sovjet-Unie laten horen.
Hij vertelde zijn zoon later dat hij het inderdaad wel had geweten en liet hem beloven dit niet te vertellen tot na zijn dood, omdat hij had gezworen nooit publiekelijk lelijke dingen over de Sovjet-Unie te zeggen.
Robeson schreef in april 1953 ook een herinnering aan Jozef Stalin na diens dood, getiteld 'Aan jou, geliefde kameraad'.
In 1961 sneed Robeson zijn polsen door met een scheermesje in een hotelkamer in Moskou. Zijn zoon, Paul Robeson jr, beweert dat dit het gevolg was van hallucinogene drugs die door een CIA-agent in zijn drankje zouden zijn gedaan tijdens een feestje dat van staatswege voor hem werd gegeven. Veel anderen denken dat Robesons teleurstelling over de Sovjet-Unie een waarschijnlijker verklaring is.

## Jaren van ziekte en overlijden
Robeson keerde in 1963 terug naar de VS om daar te wonen. Gedurende de rest van zijn leven werd hij gekweld door gezondheidsproblemen en depressies, en trad hij nog maar zelden op. Zijn 75ste verjaardag werd gevierd op een avond in Carnegie Hall, waar hij zelf echter niet bij aanwezig was; alleen een opgenomen boodschap van hem werd afgespeeld.
Paul Robeson overleed in 1976 in Philadelphia waar hij met zijn zuster woonde. Hij is begraven op de Ferncliff-begraafplaats in New York. Zijn in memoriam verscheen op de voor?pagina van The New York Times op 24 januari 1976.

## Epiloog

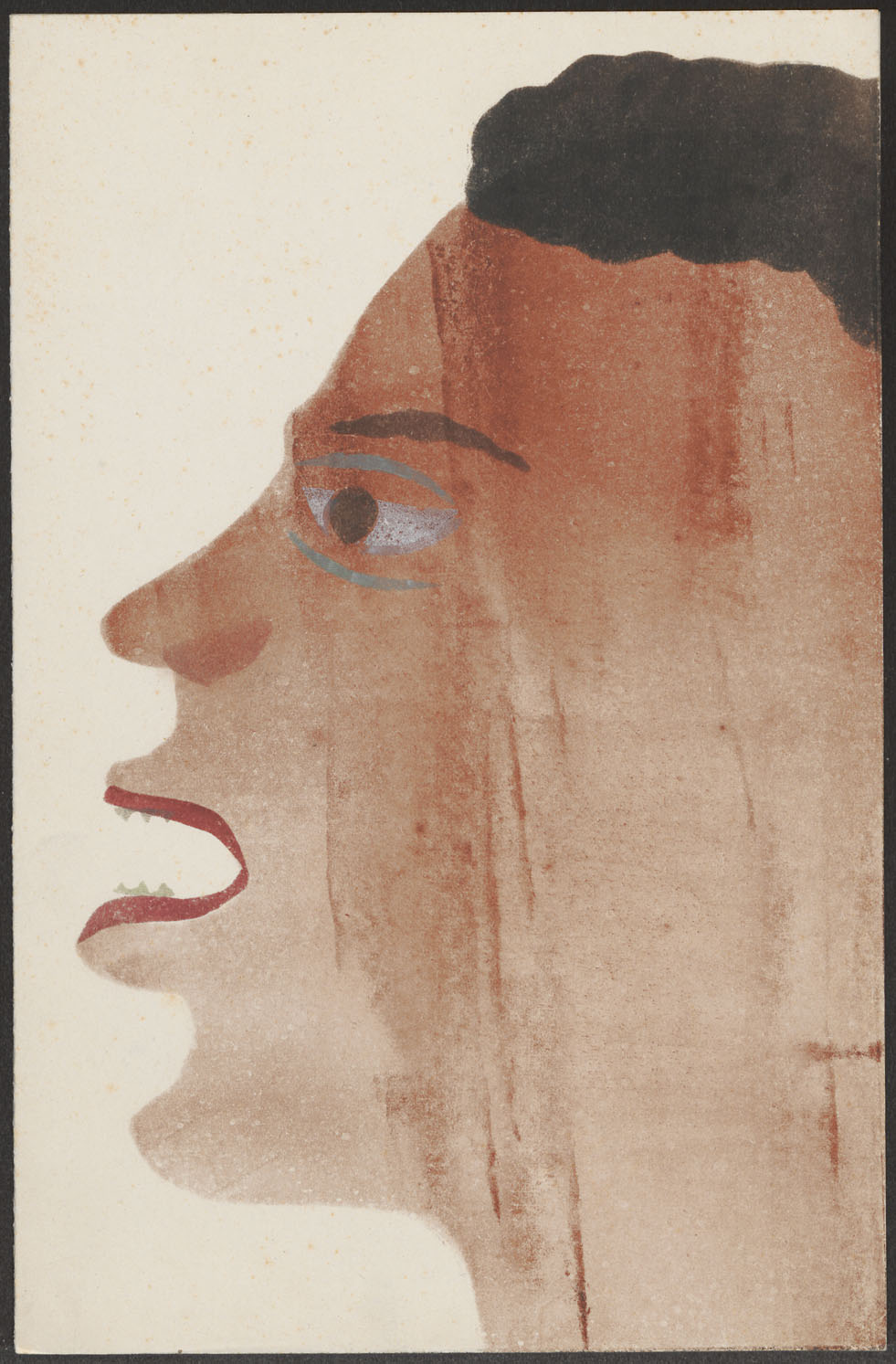
Omslag van Paul Robeson zingt door H.N. Werkman (1942)

Robeson was, zoals uit het voorgaande blijkt, op onwaarschijnlijk veel gebieden zeer begaafd, en hij benutte die gave ook door keihard te werken. De tragiek van zijn leven is geweest dat hij altijd, maar vooral in zijn jeugd en jongvolwassen jaren, heeft moeten opboksen tegen racisme en vooroordelen wegens zijn huidskleur. Dit dreef hem in de armen van de communistische beweging en maakte hem een paradepaardje van communistische regimes overzee, waar in ieder geval zijn huidskleur geen probleem was, wat voor hem zo belangrijk was dat hij andere tekortkomingen van deze regimes niet heeft willen zien. Hoewel Robeson een van de grote voorlopers van de zwarte burgerrechtenbeweging is geweest, is zijn nagedachtenis door de McCarthy-tijd nagenoeg uit het geheugen van de huidige jongere generatie Amerikanen gewist. In 1998, ontving hij postuum een Grammy Lifetime Achievement Award. In Europa en Nederland is hij vooral als zanger nog wel bekend gebleven. Zijn stem was een bas-bariton met een zeer laag timbre.
Hij kon zich redden in meer dan 20 talen, en was op een gegeven moment belangrijk genoeg om genoemd te worden voor de functie van vicepresident bij de presidentskandidatuur van Henry Wallace in 1948.
In 2001 bracht de Welshe rockband Manic Street Preachers op hun album Know Your Enemy een tribute aan Robeson uit; Let Robeson Sing. Als single bereikte deze song plaats 19 in de UK Singles Chart.
In 2004 verscheen in de VS een postzegel van Robeson in de serie 'black heritage' (zwart erfgoed). De Oost-Duitse posterijen hebben hem in 1983 op een postzegel afgebeeld.